# Mesita
Mesita és una concentració de població designada pel cens dels Estats Units a l'estat de Nou Mèxic. Segons el cens del 2000 tenia 776 habitants.

## Demografia
Segons el cens del 2000, Mesita tenia 776 habitants, 214 habitatges, i 188 famílies. La densitat de població era de 28 habitants per km².
Dels 214 habitatges en un 46,3% hi vivien nens de menys de 18 anys, en un 51,4% hi vivien parelles casades, en un 29% dones solteres, i en un 12,1% no eren unitats familiars. En el 10,3% dels habitatges hi vivien persones soles el 3,3% de les quals corresponia a persones de 65 anys o més que vivien soles. El nombre mitjà de persones vivint en cada habitatge era de 3,63 i el nombre mitjà de persones que vivien en cada família era de 3,88.
Per edats la població es repartia de la següent manera: un 36% tenia menys de 18 anys, un 10,1% entre 18 i 24, un 29% entre 25 i 44, un 19,1% de 45 a 60 i un 5,9% 65 anys o més.
L'edat mediana era de 28 anys. Per cada 100 dones de 18 o més anys hi havia 86,8 homes.
La renda mediana per habitatge era de 24.444 $ i la renda mediana per família de 27.083 $. Els homes tenien una renda mediana de 26.184 $ mentre que les dones 21.364 $. La renda per capita de la població era de 10.104 $. Aproximadament el 23,2% de les famílies i el 26,9% de la població estaven per davall del llindar de pobresa.

## Poblacions més properes
El següent diagrama mostra les poblacions més properes.